# Fatman Scoop

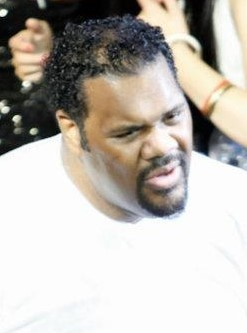
Fatman Scoop (2011)

Fatman Scoop (* 6. August 1971 in New York City, New York; † 30. August 2024 in Hamden, Connecticut; bürgerlich Isaac Freeman III) war ein US-amerikanischer Rapper.

## Leben und Karriere
Fatman Scoop ist vor allem durch seine Remixe für verschiedenste Künstler bekannt geworden. Seinen Durchbruch schaffte er zusammen mit Faith Evans und dem Lied Be Faithful, dem Remix ihres Liedes Love Like This von 1999, welches 2003 Platz 1 in Großbritannien und Irland erreichen konnte.
Fatman Scoop wurde oft als reiner „Partyrapper“ betrachtet. Sein kommerziell erfolgreichstes Stück ist Be Faithful. Außerdem war er 2005 auf It’s Like That von Mariah Carey und auf Lose Control von Missy Elliott und Ciara zu hören.
Auch mit deutschen Hip-Hop-Größen arbeitete er zusammen. 2005 sang er zusammen mit Massive Töne das Lied Komm schon Baby und 2006 nahm er zusammen mit Kool Savas den Song Grind On auf, der auf dem Sampler Optik-Takeover veröffentlicht wurde. Auf dem Album Hoodstar von Chingy ist er als Feature auf der Single Let’s Ride vertreten. Im Jahr 2010 erschien auf dem Album Atzen Musik Vol. 2 ein Remix des Liedes Das geht ab! von den deutschen Rappern Frauenarzt und Manny Marc. Fatman Scoop hatte auf dieser Version That’s What’s Up, die komplett auf Englisch eingesungen wurde, einen Gastauftritt. Im Januar 2011 nahm er eine Remix-Version zu Umutsuz Vaka von Demet Akalın, einer türkischen Sängerin, auf. Er trat auch im dazugehörigen Musikvideo auf.
Ende 2012 machte er durch einen Remix des erfolgreichen Liedes Gangnam Style von Psy auf sich aufmerksam. Ebenso veröffentlichte er u. a. Remixe von We Found Love sowie Turn Up The Music. Seine Remixe zeichnen sich grundsätzlich durch Shouts, Drops und Rappvocals aus.
2013 arbeitete er mit DJ Kazzanova an einem Partybreak von Scream & Shout sowie Harlem Shake und seinem Track Big Room Anthem. Des Weiteren war er mit Francisco und DJ Dolls in deren gemeinsamen Lied Drop It Low vertreten.
2015 war er Kandidat der britischen Version von Celebrity Big Brother.
Am 30. August 2024 brach Freeman während eines Auftritts in Hamden, Connecticut, zusammen. Er wurde in ein Krankenhaus gebracht, wo er starb. Fatman Scoop wurde 53 Jahre alt.

## Diskografie

### Studioalben
| Jahr | Titel                  | Anmerkungen                              |
| ---- | ---------------------- | ---------------------------------------- |
| 2003 | Party Breaks: Volume 1 | Erstveröffentlichung: 10. November 2003  |
| 2006 | In the Club            | Erstveröffentlichung: 27. September 2006 |
| 2008 | Hottest                | Erstveröffentlichung: 10. Oktober 2008   |

### Singles als Leadmusiker
| Jahr | Titel Album                           | Höchstplatzierung, Gesamtwochen, AuszeichnungChartplatzierungen (Jahr, Titel, Album, Platzierungen, Wochen, Auszeichnungen, Anmerkungen) | Höchstplatzierung, Gesamtwochen, AuszeichnungChartplatzierungen (Jahr, Titel, Album, Platzierungen, Wochen, Auszeichnungen, Anmerkungen) | Höchstplatzierung, Gesamtwochen, AuszeichnungChartplatzierungen (Jahr, Titel, Album, Platzierungen, Wochen, Auszeichnungen, Anmerkungen) | Höchstplatzierung, Gesamtwochen, AuszeichnungChartplatzierungen (Jahr, Titel, Album, Platzierungen, Wochen, Auszeichnungen, Anmerkungen) | Anmerkungen                                                  |
| Jahr | Titel Album                           | DE | AT | CH | UK | Anmerkungen                                                  |
| ---- | ------------------------------------- | --- | --- | --- | --- | ------------------------------------------------------------ |
| 1999 | Be Faithful Party Breaks: Volume 1    | DE28 (11 Wo.)DE | AT46 (7 Wo.)AT | CH15 (13 Wo.)CH | UK1 Platin · (16 Wo.)UK | Erstveröffentlichung: 2. März 1999 feat. The Crooklyn Clan   |
| 2004 | It Takes Scoop Party Breaks: Volume 1 | — | — | CH33 (7 Wo.)CH | UK9 (11 Wo.)UK | Erstveröffentlichung: 12. April 2004 feat. The Crooklyn Clan |

### Singles als Gastmusiker
| Jahr | Titel Album                                     | Höchstplatzierung, Gesamtwochen, AuszeichnungChartplatzierungen (Jahr, Titel, Album, Platzierungen, Wochen, Auszeichnungen, Anmerkungen) | Höchstplatzierung, Gesamtwochen, AuszeichnungChartplatzierungen (Jahr, Titel, Album, Platzierungen, Wochen, Auszeichnungen, Anmerkungen) | Höchstplatzierung, Gesamtwochen, AuszeichnungChartplatzierungen (Jahr, Titel, Album, Platzierungen, Wochen, Auszeichnungen, Anmerkungen) | Höchstplatzierung, Gesamtwochen, AuszeichnungChartplatzierungen (Jahr, Titel, Album, Platzierungen, Wochen, Auszeichnungen, Anmerkungen) | Höchstplatzierung, Gesamtwochen, AuszeichnungChartplatzierungen (Jahr, Titel, Album, Platzierungen, Wochen, Auszeichnungen, Anmerkungen) | Anmerkungen                                                                                 |
| Jahr | Titel Album                                     | DE | AT | CH | UK | US | Anmerkungen                                                                                 |
| ---- | ----------------------------------------------- | --- | --- | --- | --- | --- | ------------------------------------------------------------------------------------------- |
| 2005 | Lose Control The Cookbook                       | DE25 (16 Wo.)DE | AT70 (1 Wo.)AT | CH21 (17 Wo.)CH | UK7 (13 Wo.)UK | US3 ×3Dreifachplatin · (28 Wo.)US | Erstveröffentlichung: 27. Mai 2005 Missy Elliott feat. Ciara & Fatman Scoop                 |
| 2006 | Dance! Goleo VI Presents His Worldcup Hits 2006 | DE5 (16 Wo.)DE | AT5 (21 Wo.)AT | CH32 (19 Wo.)CH | — | — | Erstveröffentlichung: 2. Mai 2006 Goleo VI pres. Lumidee vs. Fatman Scoop                   |
| 2007 | Talk 2 Me –                                     | DE89 (3 Wo.)DE | — | — | — | — | Erstveröffentlichung: Juni 2007 Ken feat. Fatman Scoop                                      |
| 2011 | Rock the Boat Disco Crash                       | DE45 (5 Wo.)DE | AT51 (3 Wo.)AT | CH20 (10 Wo.)CH | — | — | Erstveröffentlichung: 19. Dezember 2011 Bob Sinclar feat. Pitbull, Dragonfly & Fatman Scoop |
| 2012 | I Like to Move It Blue                          | — | — | CH50 (1 Wo.)CH | — | — | Erstveröffentlichung: Juli 2012 Mr. Da-Nos feat. Patrick Miller & Fatman Scoop              |
| 2013 | Dance! –                                        | DE63 (4 Wo.)DE | — | CH61 (2 Wo.)CH | — | — | Erstveröffentlichung: 11. Januar 2013 Lumidee vs. Fatman Scoop                              |

Weitere Gastbeiträge
- 2001: Drop (mit Timbaland & Magoo)
- 2005: It’s Like That (Gastsänger für Mariah Carey & Jermaine Dupri)
- 2007: Behind the Cow (Gastsänger für Scooter)
- 2009: Just a Little Bit (mit Claudia Pavel)
- 2009: Onslaught 2 (mit Slaughterhouse)
- 2010: Please Don’t Break My Heart (mit Kalomoira)
- 2010: That’s What’s Up (mit Die Atzen)
- 2011: Umutsuz Vaka (mit Demet Akalın)
- 2012: Tonight I’m Your DJ (mit Ida Corr)
- 2012: Shake It (mit DAM' EDGE & Kat DeLuna)
- 2012: Raise The Roof (mit Hampenberg & Alexander Brown, Pitbull & Nabiha)
- 2014: Recess (Gastsänger für Skrillex & Kill the Noise)
- 2014: Don’t Stop the Madness (mit Hardwell & W&W)
- 2015: Knocks Me Out (Gastsänger für Tuna & Franques)
- 2019: Wild (mit VINAI)
- 2019: Left Right (mit Hardwell, Deorro & MAKJ)